# Charles Woodcock

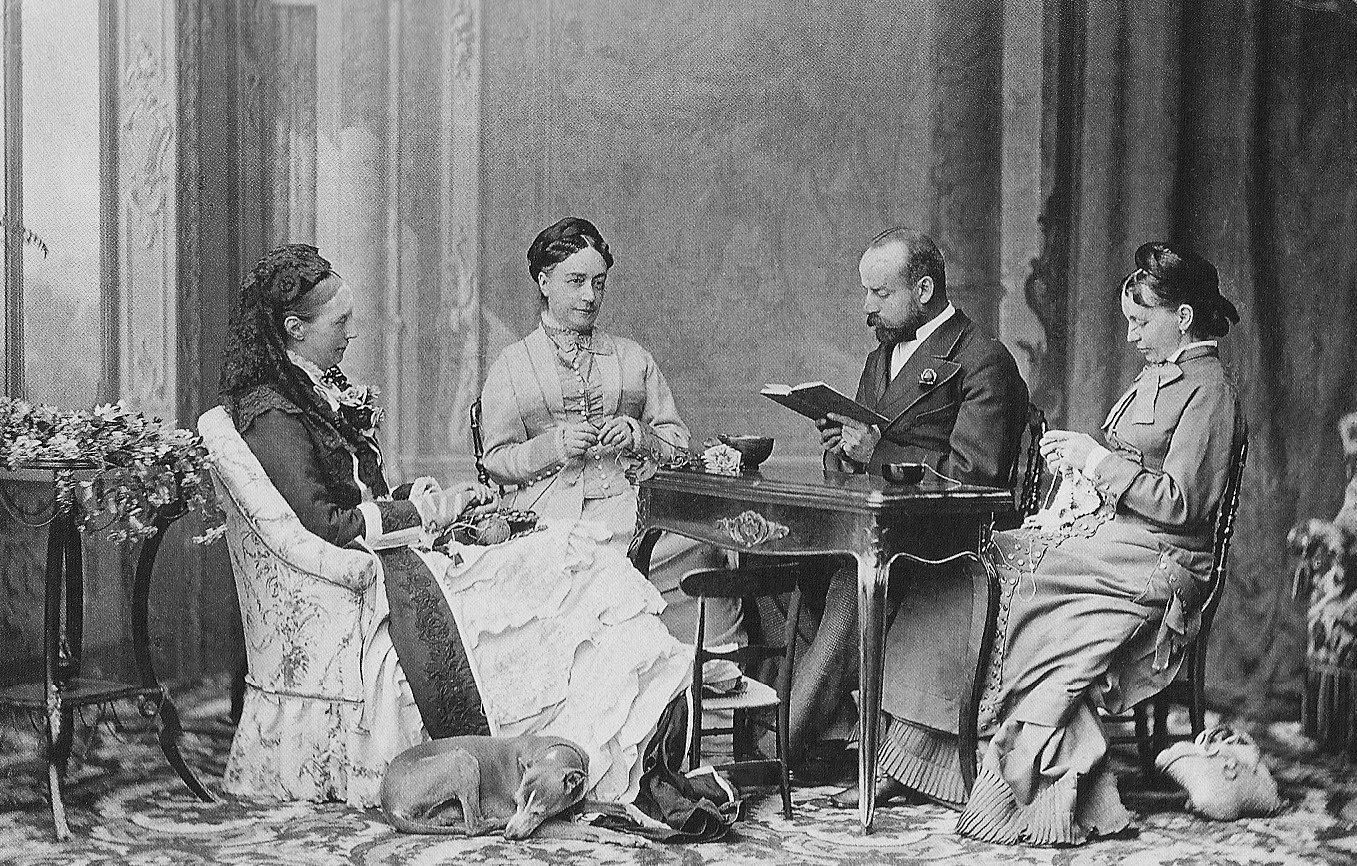
Charles Woodcock als Vorleser der Königin Olga von Württemberg im Sessel und zwei Hofdamen

Charles Burger Woodcock (* 1. Mai 1850 in New York City; † 26. Juni 1923 ebenda), der erst zum Freiherrn Charles von Woodcock-Savage ernannt wurde und sich später Charles Savage nannte, war der Liebhaber des um 27 Jahre älteren Königs Karl I. von Württemberg.

## Leben
Charles Woodcock wurde in New York als Sohn des Jonas Gurnee Woodcock (1822–1908) und der Sarah Savage Woodcock (1824–1893) geboren. Er ging zum Studium ins Ausland und fand eine Stelle als Kammerherr am Hofe von Württemberg, wo er der Liebling des Königs wurde, der zuvor schon mehrere männliche Liebhaber gehabt hatte. Im Jahr 1888 führte seine bevorzugte Stellung beim König und sein Einfluss auf personelle und politische Entscheidungen dazu, dass die politische Spitze des Königreichs Württemberg, insbesondere Ministerpräsident Hermann von Mittnacht, seine Abreise ins Ausland erzwangen. Kurz zuvor hatte ihn der König noch zum „Baron von Woodcock-Savage“ ernannt. Von dort erpresste er eine Abfindung in Höhe von 300.000 Mark mit privater und staatlicher Korrespondenz, die der König ihm gegeben und er mitgenommen hatte. In New York nahm er den Nachnamen „Savage“ an.
Am 14. Juni 1894 heiratete er eine Witwe, Henrietta Knebel Staples, die vier Söhne in die Ehe mitbrachte. Am 19. Juni 1897 änderten alle ihre Söhne (Joseph, Harry, Herbert und Leslie Curtis) ihren Nachnamen rechtlich zu Savage. Leslie Curtis änderte darüber hinaus seinen Vornamen zu Charles.

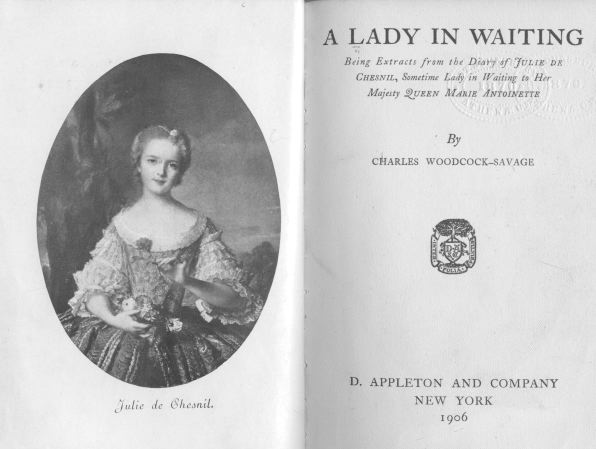
A Lady in Waiting: Being extracts from the diary of Julie de Chesnil, sometime lady-in-waiting to her Majesty, Queen Marie Antoinette (New York: D. Appleton & Company, 1906)

Im Jahre 1906 veröffentlichte er unter dem Titel A Lady in Waiting Auszüge aus dem Tagebuch der Julie de Chesnil, einer früheren Zofe der Königin Marie-Antoinette. Er widmete es einer edlen Seele, die er kannte, liebte und betrauerte: d. h. dem geliebten König, der 1891 gestorben war. Die Einführung gibt einen fiktiven Bericht über Umstände des Fundes des Tagebuchs der Julie de Chesnil, dessen vergilbte Seiten im verschlossenen Geheimfach eines Louis-Seize-Schranks gefunden wurden, der im Auktionshaus des Hôtel Drouot vom Übersetzer und lieben Freund aus Pariser Tagen ersteigert worden war, einem Ästhet, der die Erlaubnis zur Veröffentlichung gegeben hatte. Die Memoiren, die in diesem Rahmen veröffentlicht wurden, sind in der Tat eine romanhafte Pseudo-Autobiographie Woodcocks.